# Carlo Schmid

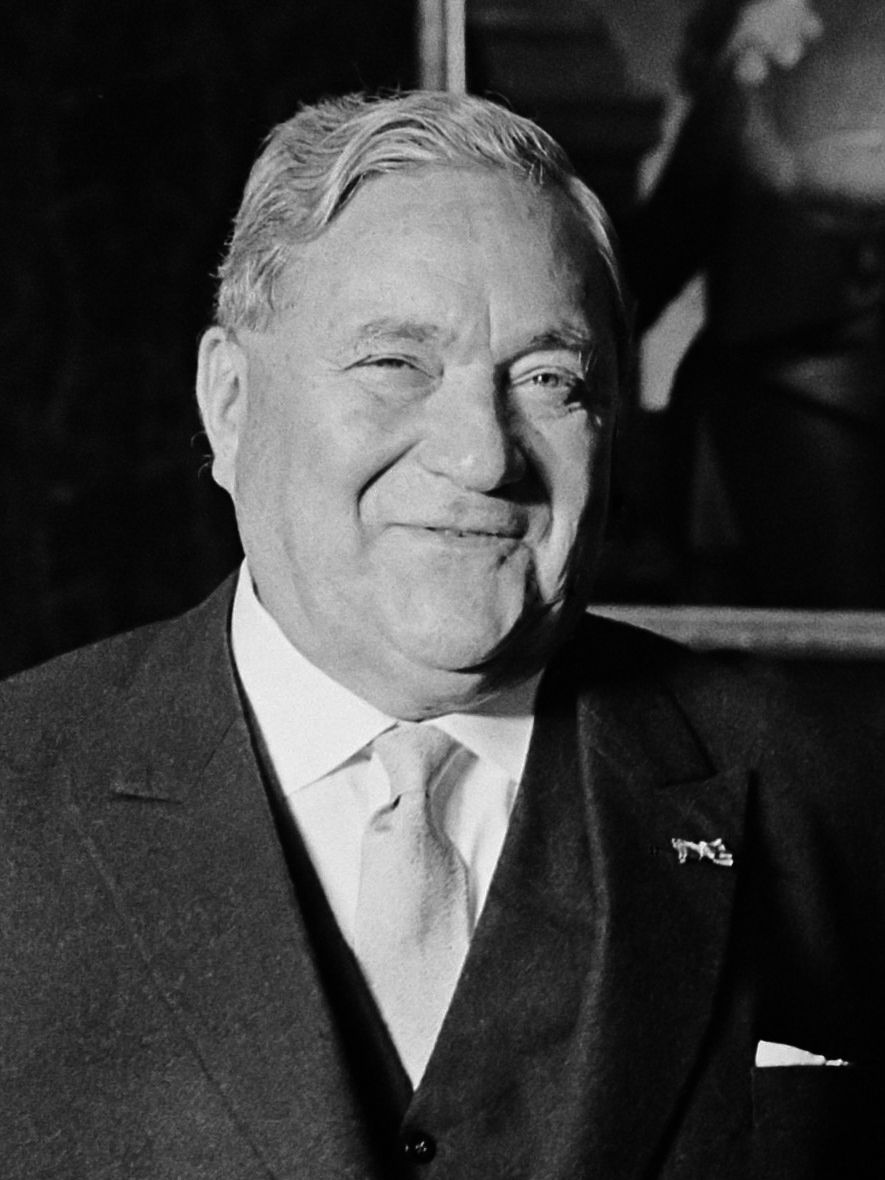
Carlo Schmid (1963)

Carlo Schmid (* 3. Dezember 1896 in Perpignan, Frankreich, als Charles Jean Martin Henri Schmid und Karl Johann Martin Heinrich Schmid; † 11. Dezember 1979 in Bad Honnef) war ein deutscher Politiker (SPD) und renommierter Staatsrechtler.
Schmid gehört zu den Vätern des Grundgesetzes und des Godesberger Programms der SPD; er setzte sich stark für die europäische Integration und die deutsch-französische Aussöhnung ein. Er war Kandidat zum Bundespräsidentenamt 1959 und im Kabinett Kiesinger (1966–69) Bundesratsminister.

## Leben und Wirken

### Bis 1945
Schmids aus Württemberg stammender Vater Joseph Schmid (1860–1925) war Privatgelehrter und Dozent an der Universität Toulouse, die Mutter Anna Erra (1869–1968) war Französin. Seine Kindheit verbrachte Schmid in Weil der Stadt, wohin die Familie ein Jahr nach seiner Geburt übergesiedelt war. Dort war sein Vater fünf Jahre lang Schulleiter und Lehrer der Realschule. Im Jahr 1908 zog die Familie nach Stuttgart um, wo Schmid das humanistische Karls-Gymnasium besuchte und im Frühjahr 1914 das Abitur ablegte. In seinen letzten Schuljahren wurde Schmid im Wandervogel aktiv, wo er Arnold Bergstraesser kennenlernte.
Schmid nahm in den Jahren 1914 bis 1918 als Soldat am Ersten Weltkrieg teil und kämpfte unter anderem bei Verdun; sein letzter Dienstgrad war Leutnant der Reserve.
Ein im Jahr 1919 begonnenes Studium der Rechts- und Staatswissenschaften an der Eberhard Karls Universität Tübingen schloss er 1921 mit dem ersten juristischen Staatsexamen ab; das zweite Staatsexamen folgte 1924. Im Jahr 1923 wurde er mit der Arbeit Die Rechtsnatur der Betriebsvertretungen nach dem Betriebsrätegesetz zum Doktor juris promoviert.
Er ließ sich zunächst als Rechtsanwalt in Reutlingen nieder, trat aber schon 1925 als Gerichtsassessor in den Justizdienst des Landes Württemberg ein. In den Jahren 1927 bis 1931 war er Richter am Amtsgericht und später Landgerichtsrat in Tübingen.
Von 1927 bis 1928 war er für eine Tätigkeit als Referent am Kaiser-Wilhelm-Institut für ausländisches Öffentliches Recht und Völkerrecht in Berlin beurlaubt. 1929 habilitierte er sich an der Universität Tübingen mit der Arbeit „Die Rechtsprechung des ständigen internationalen Gerichtshofes, in Rechtssätzen dargestellt“  und war dort ab 1930 als Privatdozent tätig.
In den Jahren 1931 und 1932 übernahm Schmid die Leitung eines Lagers des Freiwilligen Arbeitsdienstes in Münsingen. Arbeitslose Jugendliche arbeiteten zusammen mit Studenten in einem Steinbruch mit dem Ziel, die Jugendlichen durch ihren persönlichen Einsatz vor der radikalen Massenbewegung des Nationalsozialismus zu bewahren. 1933 erhielt Schmids Personalakte aufgrund seiner Tätigkeiten einen Sperrvermerk. Um einer Entlassung zu entgehen, trat er dem Bund Nationalsozialistischer Deutscher Juristen bei. Laut einer von der Carlo-Schmid-Stiftung veröffentlichten Biographie bezeichnete er öffentlich den Nationalsozialismus als „Philosophie von Viehzüchtern, angewandt am verkehrten Objekt“. Nur durch Unterstützung eines NS-Studentenführers konnten schwerwiegende Konsequenzen verhindert werden.
Schmid wurde im Jahr 1940 zur Wehrmacht einberufen und war bis 1944 als Kriegsverwaltungsrat (im Rang eines Majors) der Oberfeldkommandantur in Lille/Frankreich zugeteilt. In dieser Funktion hatte er Kontakt zu Helmuth James Graf von Moltke und dem Kreisauer Kreis. In einigen Fällen gelang ihm die Rettung französischer Bürger vor Vergeltungsmaßnahmen der Wehrmacht.

### Nach dem Zweiten Weltkrieg
Nach Kriegsende änderte Schmid seinen Vornamen in Carlo, um eine Verwechselung mit dem durch seine Nähe zum Nationalsozialismus belasteten Staatsrechtler Carl Schmitt zu vermeiden. Er war maßgeblich an der Wiedereröffnung der Universität Tübingen sowie an der Berufung von Romano Guardini, Wilhelm Weischedel, Eduard Spranger, Alfred Kühn und Adolf Butenandt an die Universität beteiligt. In den Jahren 1946 bis 1953 war er dort Professor für Öffentliches Recht. 1953 folgte er dem Ruf der Johann Wolfgang Goethe-Universität Frankfurt am Main auf den Lehrstuhl für Politische Wissenschaft. Daneben übersetzte er Werke von Machiavelli, Baudelaire, Valéry und Malraux. Seine Übersetzung von Les Fleurs du Mal aus dem Jahr 1947 gilt bis heute als bahnbrechend.
Für Schmid stand Ende 1946 fest, dass das „Schicksal der europäischen Staaten davon abhing“, ob sie sich zu einer „eigenständigen Kraft“ entwickeln könnten. Er trat deshalb beharrlich für die wirtschaftliche, politische und militärische Integration Europas ein. Führende Sozialdemokraten wie Kurt Schumacher hielten Schmids bundesstaatliche Europaidee für verfrüht. Ein Grund für diese Zurückhaltung war das starke Engagement des konservativen Briten Duncan Sandys in der Europäischen Bewegung. Dessen ungeachtet suchte Schmid den internationalen Schulterschluss und arbeitete lange in der Union Europäischer Föderalisten mit. 1949 wurde Schmid erster Vize-Präsident der deutschen Sektion der Europa-Union Deutschland. Außerdem war er erster Vorsitzender der „Deutschen Parlamentarischen Sektion der Europäischen Bewegung“. In Frankreich trat er in eine Freimaurerloge ein; er hielt zweimal in der Hamburger Loge Die Brückenbauer eine Rede.
Im Jahr 1949 gründete Schmid mit Theodor Eschenburg, mit Heinrich Hartmann, dem ehemaligen Hauptabteilungsleiter der Reichsjugendführung, und mit dem französischen Besatzungsoffizier Henri Humblot den Internationalen Bund (IB), der nach dem Vorbild des Freiwilligen Arbeitskreises Jugendlichen eine Chance zur Weiterbildung ermöglichen soll.
Bereits im August 1948 wirkte Schmid in der Herrenchiemsee-Verfassungskonferenz, die das spätere Grundgesetz für die Bundesrepublik Deutschland in die Wege leitete, sehr maßgeblich mit. Er widersetzte sich Bestrebungen, die das Asylrecht nur denen gewähren wollten, die wegen ihres „Eintretens für Freiheit, Demokratie, soziale Gerechtigkeit oder Weltfrieden“ im Ausland verfolgt werden. Der Redaktionsausschuss sah ein allgemeines Asylrecht für politische Flüchtlinge als „zu weitgehend“ an, weil es „möglicherweise die Verpflichtung zur Aufnahme, Versorgung usw. in sich schließt“ und daher nicht finanzierbar sei. Schmid setzte sich gemeinsam mit Hermann von Mangoldt (CDU) gegen diese Bedenken durch und erreichte, dass mit Artikel 16 des Grundgesetzes die Bundesrepublik Deutschland allen auf der Welt politisch Verfolgten ein Recht auf Asyl garantierte. Diese Formulierung bestand so bis zum Asylkompromiss von 1993, mit dem dieses Recht stark eingeschränkt wurde.

## Partei

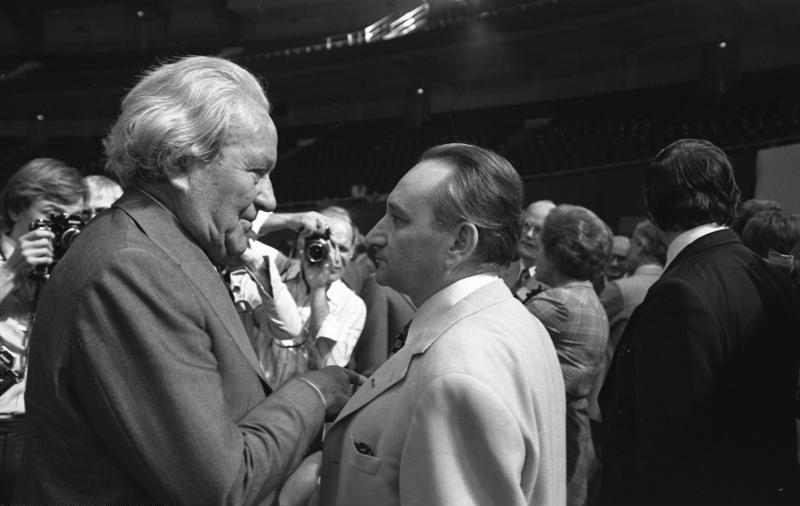
Carlo Schmid (links) im Gespräch mit Egon Bahr 1976

Nach dem Krieg wurde Schmid SPD-Mitglied und war von 1946 bis 1952 SPD-Landesvorsitzender in Württemberg-Hohenzollern. Von 1947 bis 1970 war er Mitglied im SPD-Parteivorstand. Von 1958 bis 1970 gehörte er außerdem dem Präsidium der SPD an und war maßgeblich an der Ausarbeitung des Godesberger Programms beteiligt. Innerhalb der SPD gehörte er zu den Verfechtern des Mehrheitswahlrechts. Von 1949 bis 1972 gewann er bei den Bundestagswahlen in seinem Mannheimer Wahlkreis immer das Direktmandat für die SPD.
Schmid gehörte mit Fritz Erler, Herbert Wehner und Willy Brandt zum sogenannten Frühstückskartell der SPD, das sich bis 1958 mit seinen Vorstellungen einer Parteireform durchsetzte.
Da Bundespräsident Theodor Heuss nach zwei Amtszeiten nicht mehr kandidieren durfte, nominierte die SPD Schmid zu ihrem Kandidaten bei der Wahl des deutschen Bundespräsidenten 1959, bei der er dem bisherigen Bundesminister für Ernährung, Landwirtschaft und Forsten Heinrich Lübke (CDU) im zweiten Wahlgang unterlag.
In den Jahren 1961 und 1965 gehörte Schmid zur Regierungsmannschaft von Willy Brandt für den Fall eines Regierungswechsels. Er war jeweils als Außenminister vorgesehen.
Peter Glotz bezeichnete den universell gebildeten und weltläufig auftretenden Schmid als „ersten und letzten Humanisten, der in die engste Führung der deutschen Sozialdemokratie vorgestoßen“ war. Schmid habe durch sein öffentliches Wirken ganze Generationen von Lehrern, Ingenieuren, Abteilungsleitern und Abitur-Ehefrauen für die SPD gewonnen. Er umschrieb das Verhältnis der Partei zu Schmid mit den Sätzen: „Die (autoritär geführte) Arbeiterpartei akzeptierte den Paradiesvogel. Die (demokratisch korrekte) Angestelltenkultur nach der Revolte von 1968 stieß ihn ab.“

## Parlamentarische Tätigkeit
Im Jahr 1947 wurde Schmid in den Landtag für Württemberg-Hohenzollern gewählt, dem er bis zur Eingliederung des Landes nach Baden-Württemberg am 17. Mai 1952 angehörte.

1948/49 war er als Vertreter Württemberg-Hohenzollerns Mitglied des Parlamentarischen Rates und hier Vorsitzender der SPD-Fraktion und des verfassungspolitisch ausschlaggebenden Hauptausschusses sowie des Ausschusses für das Besatzungsstatut. In einer Grundsatzrede anlässlich der 2. Plenarsitzung am 8. September 1948 legte Schmid seine Ansichten der Ziele und Grenzen des zu schaffenden Grundgesetzes dar. Aufgrund der Erfahrung bei der Beseitigung der Weimarer Verfassung durch die Nationalsozialisten, plädierte er klar für eine repräsentative, im Gegensatz zur plebiszitären Demokratie:

„Demokratie ist nur dort mehr als ein Produkt einer bloßen Zweckmäßigkeitsentscheidung, wo man den Mut hat, an sie als etwas für die Würde des Menschen Notwendiges zu glauben. Wenn man aber diesen Mut hat, dann muß man auch den Mut zur Intoleranz denen gegenüber aufbringen, die die Demokratie gebrauchen wollen, um sie umzubringen.“

 Auf seine Initiative wurden das konstruktive Misstrauensvotum, das Recht auf Kriegsdienstverweigerung und das Recht auf Asyl ins Grundgesetz übernommen. Von 1949 bis 1972 war er Mitglied des Deutschen Bundestages. Von 1949 bis 1966 sowie von 1969 bis 1972 war Schmid Vizepräsident des Deutschen Bundestages und von 1949 bis 1953 sowie von 1957 bis 1965 gleichzeitig stellvertretender Vorsitzender der SPD-Bundestagsfraktion. Von 1949 bis 1953 war Schmid Vorsitzender des Bundestagsausschusses für das Besatzungsstatut und Auswärtige Angelegenheiten, von 1953 bis 1956 und von 1957 bis 1966 stellvertretender Vorsitzender des Auswärtigen Ausschusses.

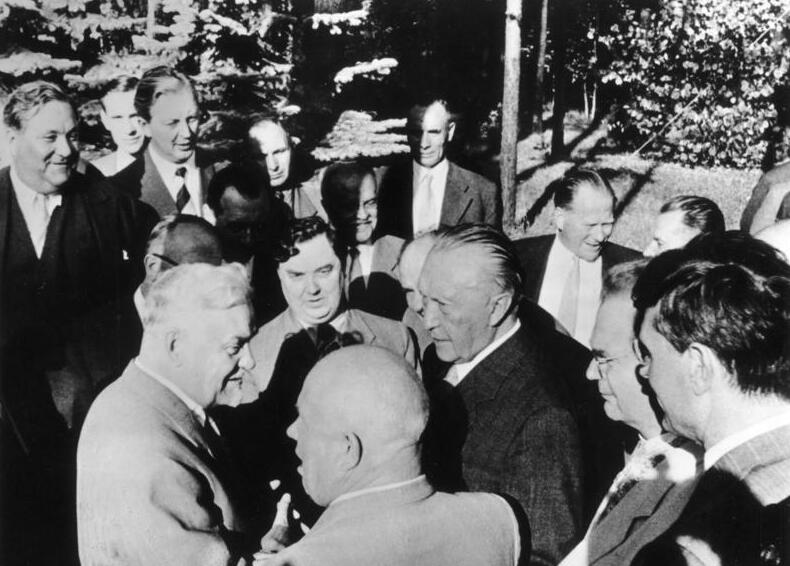
Carlo Schmid (links oben) im September 1955 mit Adenauer in Moskau

1955 trug er als Vertreter des Auswärtigen Ausschusses und Mitglied der Verhandlungskommission unter Konrad Adenauer sehr zum Gelingen der deutsch-sowjetischen Verhandlungen in Moskau bei, aus denen die Aufnahme diplomatischer Beziehungen der Bundesrepublik mit der Sowjetunion und die Rückführung der deutschen Kriegsgefangenen resultierten.
Schmid vertrat während seiner gesamten Zugehörigkeit zum Bundestag als direkt gewählter Abgeordneter den Wahlkreis Mannheim I. Vom 12. Oktober 1959 bis 1961 war er Vorsitzender der Unterkommission „Haushalt“ des Bundestagspräsidiums. In seiner letzten Wahlperiode war er nach William Borm (FDP) der zweitälteste Abgeordnete des Bundestages.
Im Jahr 1959 gehörte er mit Josef Arndgen (CDU), Walther Kühn (FDP) und Ludwig Schneider (DP) nach dem Unfalltod des Abgeordneten Josef Gockeln zu den Initiatoren einer Alters-, Invaliditäts- und Hinterbliebenenversorgung für Abgeordnete.
Schmid, der sich besonders für die deutsch-französische Aussöhnung einsetzte, gehörte von 1950 bis 1960 sowie von 1969 bis 1973 der Parlamentarischen Versammlung des Europarates in Straßburg an. Von 1963 bis 1966 war er Präsident der Versammlung der Westeuropäischen Union in Paris, nachdem er zuvor bereits seit 1956 deren stellvertretender Präsident gewesen war.

## Öffentliche Ämter
Zur Zeit der französischen Besatzung trat Schmid im Oktober 1945 an die Spitze der provisorischen Regierung (Präsident des Staatssekretariats) des „Staatssekretariats für das französisch besetzte Gebiet Württembergs und Hohenzollerns“. Gleichzeitig übernahm er das Amt des Landesdirektors für das Unterrichtswesen und die kulturellen Angelegenheiten in der von der französischen Militärregierung eingesetzten Landesverwaltung.

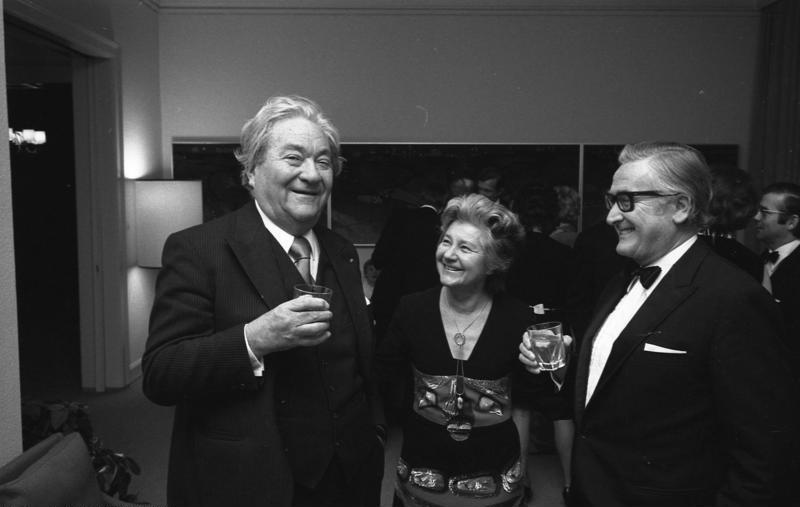
Carlo Schmid 1972

Ab 9. Dezember 1946 war Schmid Justizminister von Württemberg-Hohenzollern und bis zum 8. Juli 1947 übte er gleichzeitig die Funktion des Staatspräsidenten aus. Nach den Landtagswahlen 1947 war Carlo Schmid bis 12. August 1948 stellvertretender Staatspräsident und behielt bis zum 1. Mai 1950 das Amt des Justizministers in der von Lorenz Bock (CDU) bzw. dessen Nachfolger Gebhard Müller geführten Staatsregierung dieses Landes, das er auch beim Verfassungskonvent auf Herrenchiemsee vertrat.
Nach der Wahl in den Bundestag wurde er bereits in der ersten Legislaturperiode zum Bundestagsvizepräsidenten gewählt, ein Amt, das er von 1949 bis 1966 und erneut von 1969 bis 1972 bekleidete.
Am 1. Dezember 1966 wurde er als Bundesminister für Angelegenheiten des Bundesrates und der Länder in die von Bundeskanzler Kurt Georg Kiesinger geführte Bundesregierung der Großen Koalition berufen und war in dieser Eigenschaft Vertreter des Kabinetts im Bundesrat. Nach der Bundestagswahl 1969 schied Schmid am 21. Oktober 1969 aus der Bundesregierung aus.
Schmid war Kuratoriumsmitglied des 1961 gegründeten Bundesverbands Deutsch-Israelische Studiengruppen (BDIS). Von 1969 bis zu seinem Tode war er Koordinator für die deutsch-französischen Beziehungen.

## Familie
Schmid heiratete 1921 Lydia Hermes (1897–1984). Mit ihr hatte er vier Kinder: Hans (1925–2019), Martin (1927–2019), Raimund (1935–1956) und Beate (* 1936). Aus der Beziehung zu Irmgard Michael ging 1942 die Tochter Juliane hervor. Die letzten Jahre seines Lebens verbrachte Schmid in Orscheid, einem Ortsteil der Stadt Bad Honnef bei Bonn.

## Ehrungen

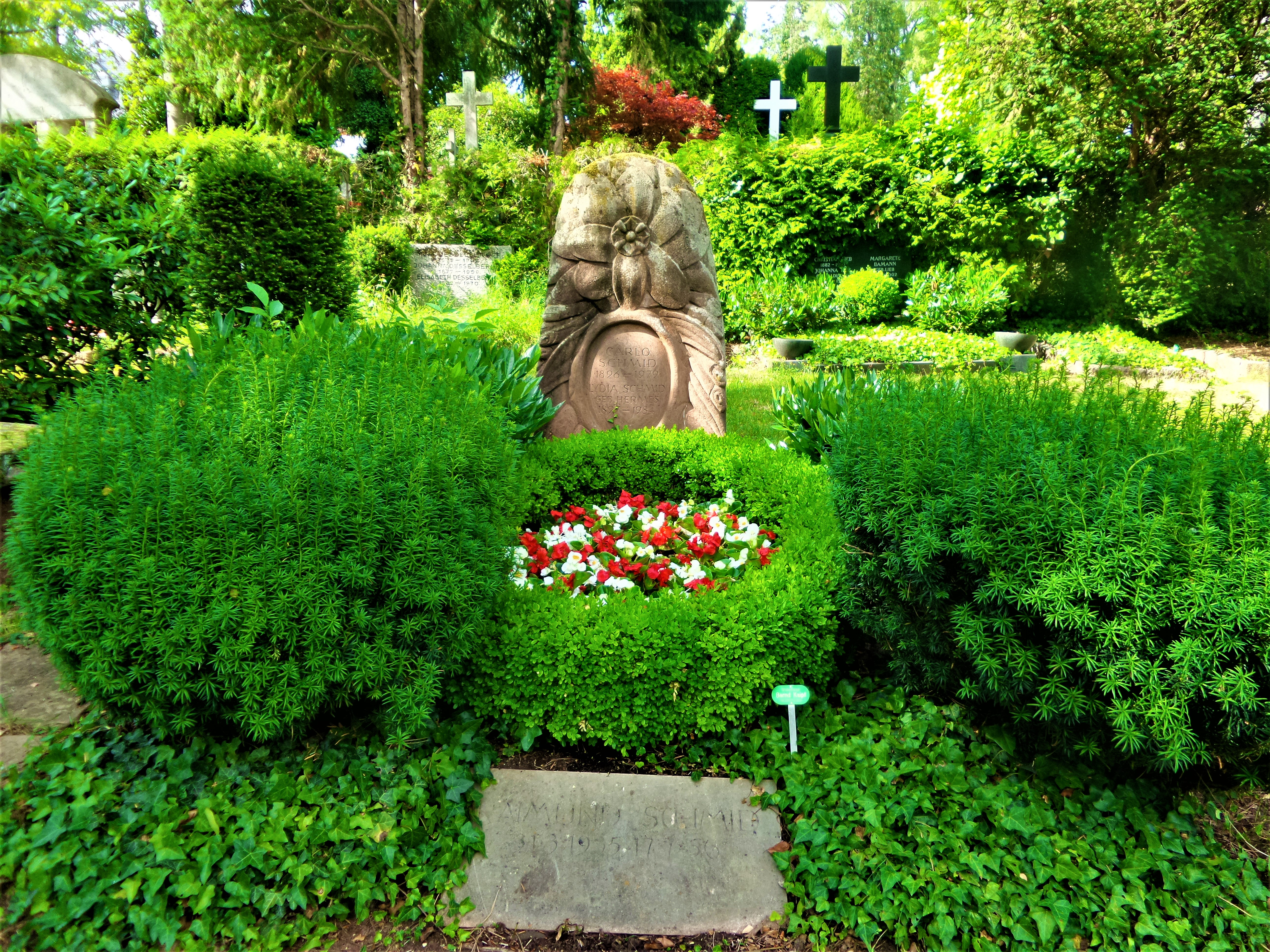
Grabstelle Carlo Schmid, Stadtfriedhof Tübingen

1955 wurde Schmid das Großkreuz des Verdienstordens der Bundesrepublik Deutschland verliehen. 1958 wurde er wegen seiner geistreichen und schlagfertigen Reden als Bundestagsvizepräsident mit dem Orden wider den tierischen Ernst geehrt. 1976 erhielt er die Verdienstmedaille des Landes Baden-Württemberg und den von der Baden-Badener Bäder- und Kurverwaltung gestifteten Deutsch-Französischen Übersetzerpreis für seine Übersetzung von André Malraux’ Werk Eichen, die man fällt. Außerdem war er Träger des Hansischen Goethe-Preises der Alfred-Toepfer-Stiftung. Schmid erhielt 1967 den Goethepreis der Stadt Frankfurt am Main. Seit 1970 war er Ehrenbürger von Mannheim und seit 1977 von Tübingen.
Vier Tage nach seinem Tod ehrte der Deutsche Bundestag seinen ehemaligen Vizepräsidenten mit einer Trauerfeier im Plenarsaal. Am 15. Dezember 1979 wurde er mit einem Staatsbegräbnis auf dem Tübinger Stadtfriedhof geehrt.
Sein Nachlass wird im Archiv der sozialen Demokratie verwaltet.

## Würdigungen
Im Jahr 1987 wurde die Carlo-Schmid-Stiftung gegründet, die Personen, Gruppen und Organisationen mit dem Carlo-Schmid-Preis auszeichnet, die sich für Erhaltung und Weiterentwicklung des demokratischen und sozialen Rechtsstaats, eine liberale politische Kultur und die europäische Verständigung einsetzen. Zu seinem 100. Geburtstag gab das Bundesministerium für Post und Telekommunikation am 3. Dezember 1996 eine Sonderbriefmarke im Wert von 100 Pfennig heraus.

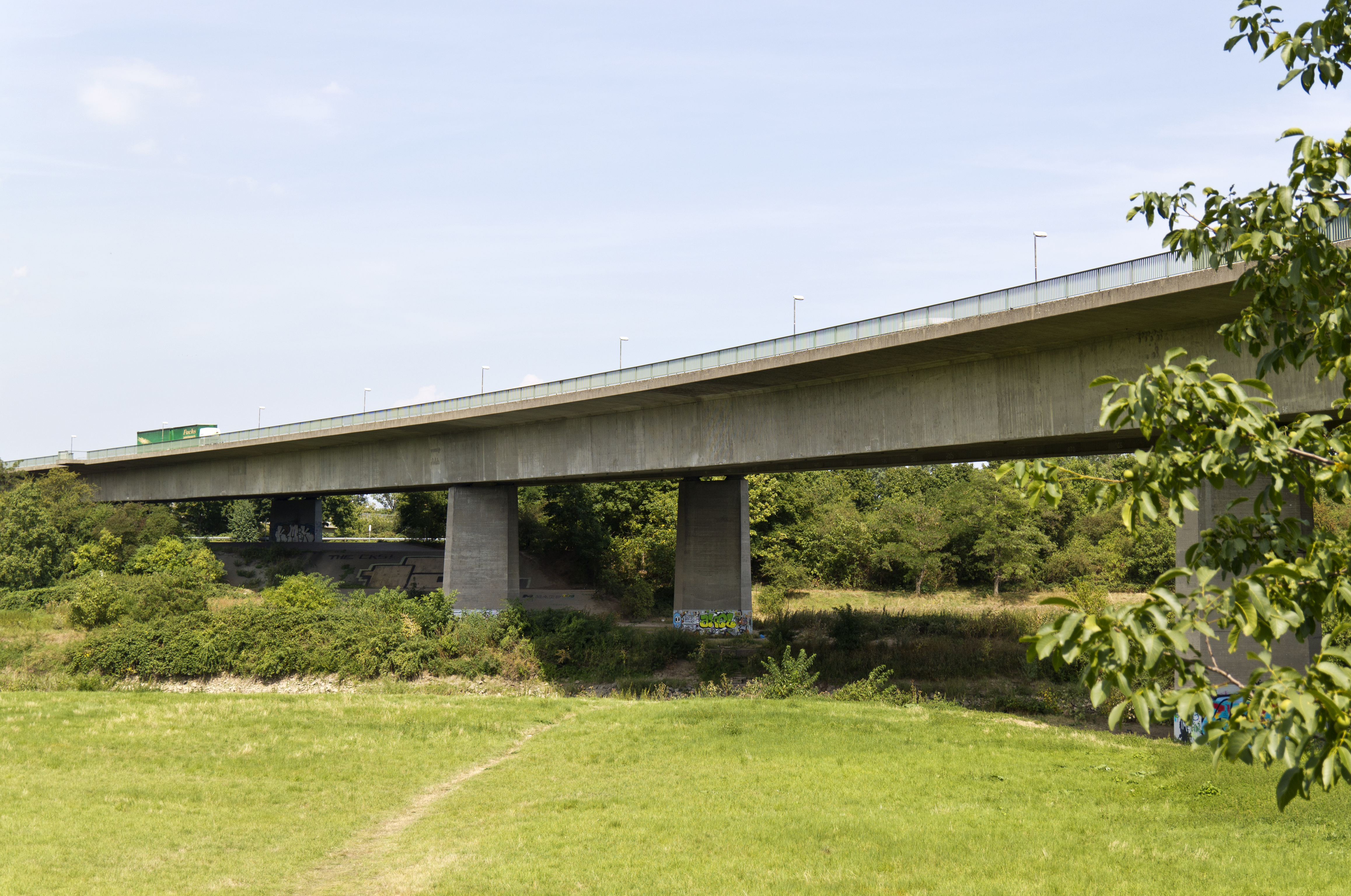
Carlo-Schmid-Brücke Mannheim
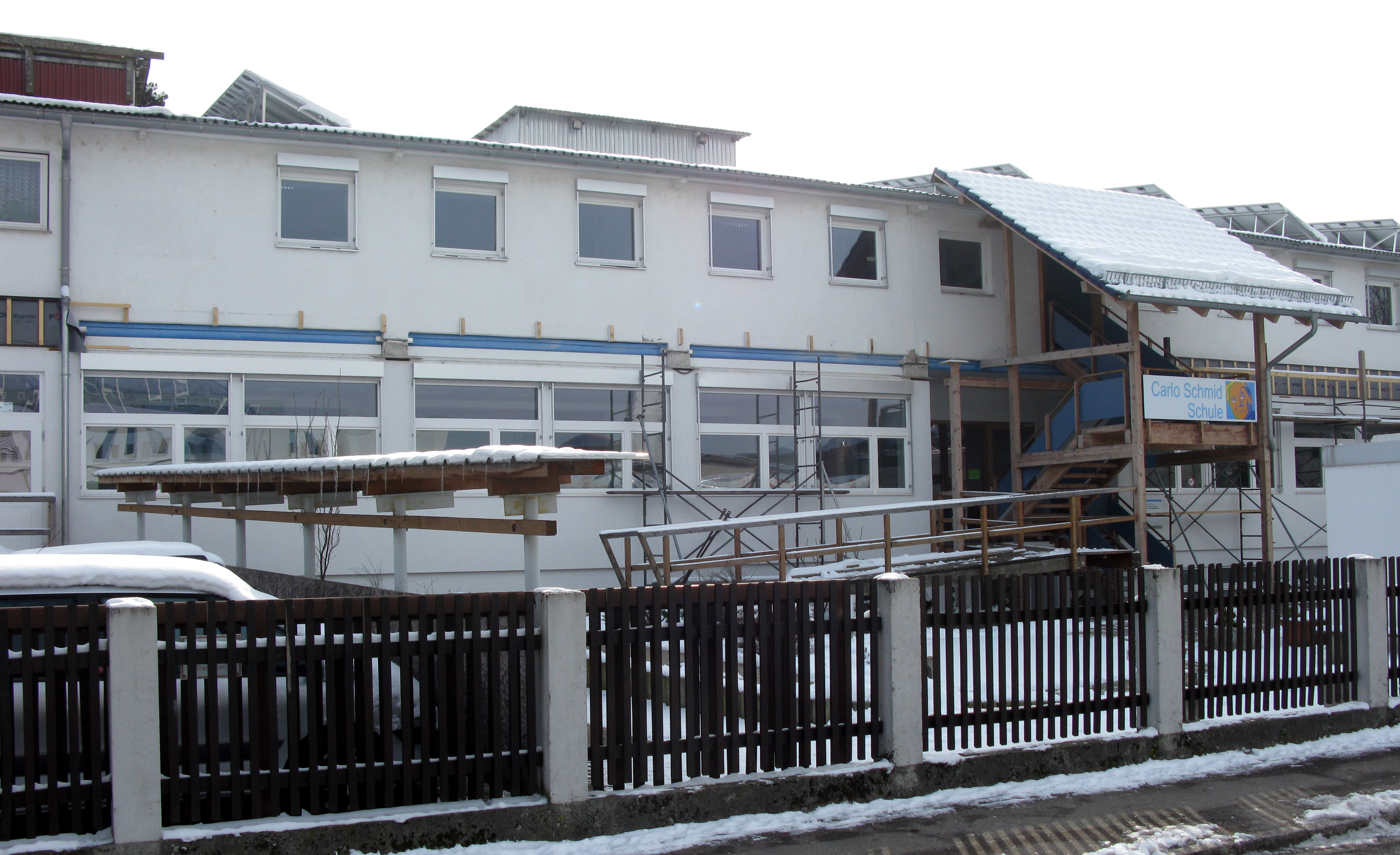
Carlo-Schmid-Schule Freiburg
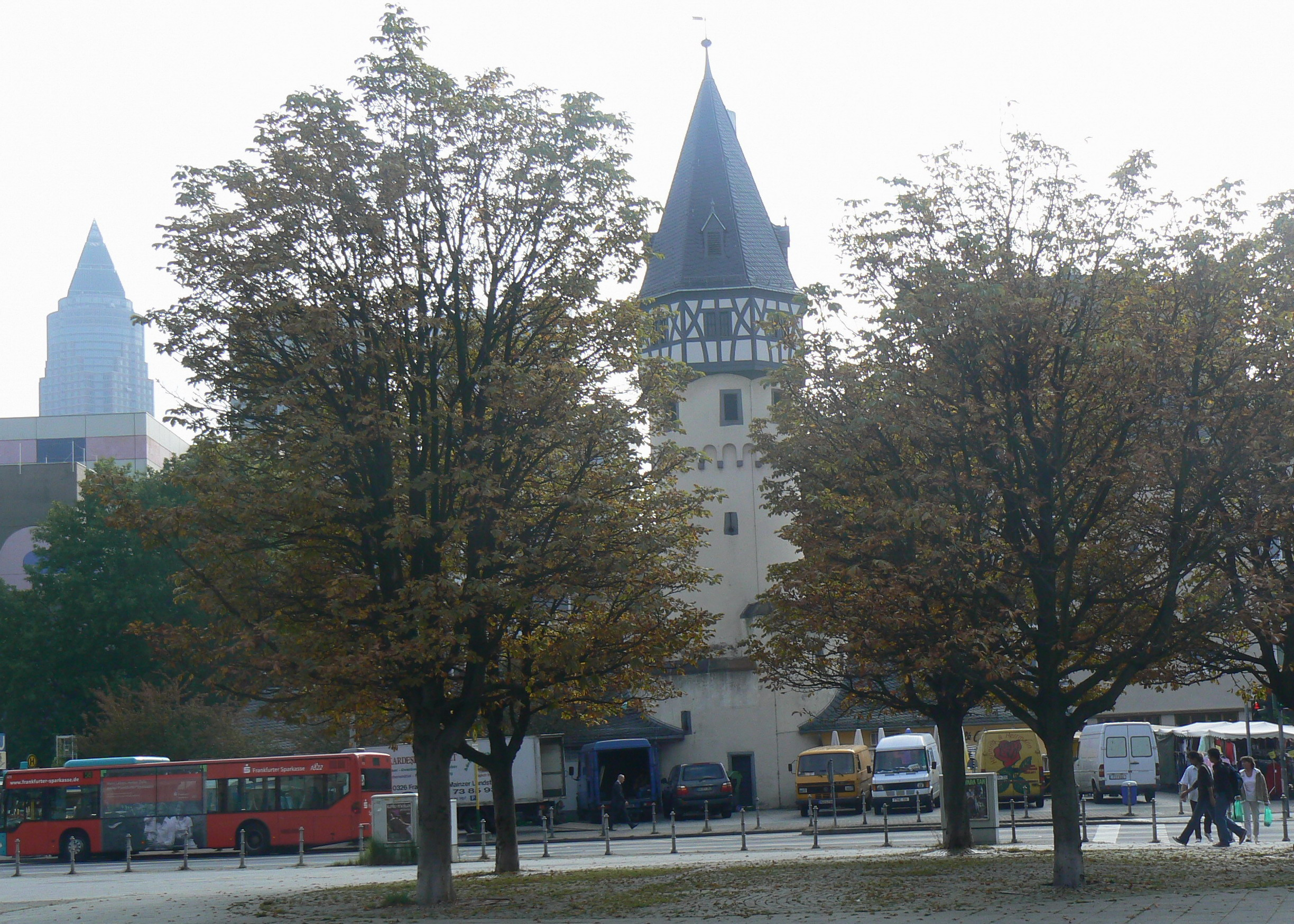
Carlo-Schmid-Platz Frankfurt-Bockenheim
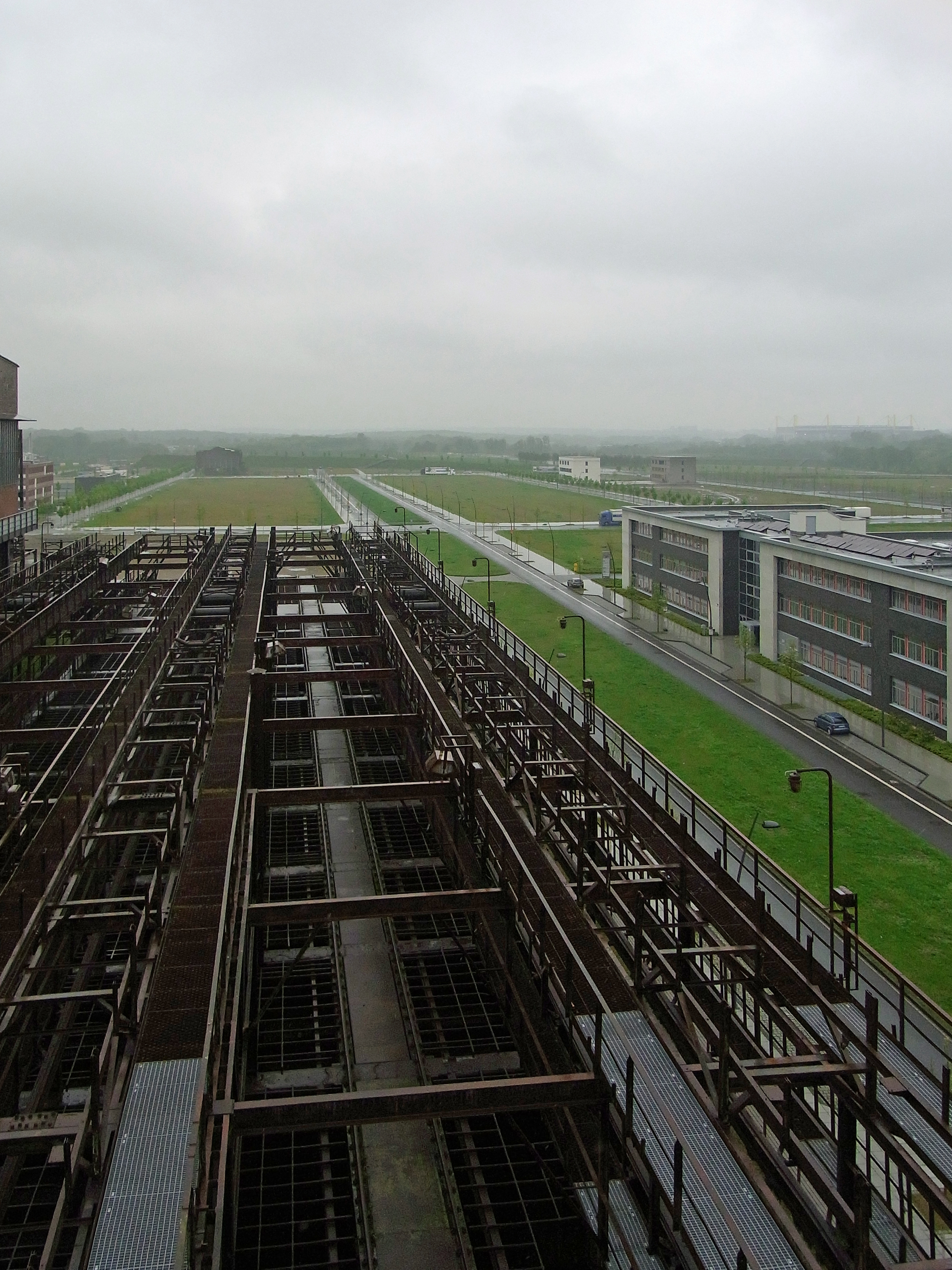
Carlo-Schmid-Allee – Hoesch Phoenix-West, Dortmund-Hörde

## Veröffentlichungen (Auswahl)
Schmid war als Wissenschaftler, staatsphilosophischer und politischer Publizist, Essayist, Memorandenautor, aber auch als Übersetzer, Bühnen- und Kabarettautor und Lyriker tätig.
- Deutschland und der Europäische Rat (Schriftenreihe des Deutschen Rates der Europäischen Bewegung, Nr. 1), Köln 1949.
- Regierung und Parlament. In: Hermann Wandersleb: Recht, Staat, Wirtschaft. Band 3, Düsseldorf 1951.
- Vier Jahre Erfahrungen mit dem Grundgesetz. In: Die Öffentliche Verwaltung. 1954, Heft 1, Seiten 1–3.
- Die Opposition als Staatseinrichtung. In: Der Wähler. 1955, Heft 11, S. 498–506.
- Macchiavelli, Fischer 1956
- Der Abgeordnete zwischen Partei und Parlament. In: Die Neue Gesellschaft. 1959, Heft 6, S. 439–444.
- Der Deutsche Bundestag in der Verfassungswirklichkeit. In: Friedrich Schäfer: Finanzwissenschaft und Finanzpolitik, Festschrift für Erwin Schoettle, Tübingen 1964, S. 269–284.
- (mit Horst Ehmke und Hans Scharoun): Festschrift für Adolf Arndt zum 65. Geburtstag. Frankfurt am Main 1969.
- Politik als geistige Aufgabe; Gesammelte Werke in Einzelausgaben, Scherz Verlag, Bern/München/Wien 1973.
- Der Deutsche Bundestag. Ein Essay. In: Der Deutsche Bundestag. Portrait eines Parlaments. Pfullingen 1974, S. 12–17.
- Das Fundament unserer staatlichen Ordnung. In: Bekenntnis zur Demokratie. Wiesbaden 1974, S. 11–20.
- Demokratie – Die Chance, den Staat zu verwirklichen. In: Forum Heute. Mannheim 1975, S. 319–325.
- Europa und die Macht des Geistes. München/Zürich 1976 (Aufsatzsammlung, 410 Seiten).
- Erinnerungen. Scherz, Bern/München/Wien 1979, ISBN 3-502-16666-8.

## Tonträger
- Erinnerungen – Carlo Schmid im Gespräch mit Emil Obermann. Ausschnitte aus der Veranstaltung am 28. November 1979 in Hoser’s Buchhandlung (1 LP) (Hoser’s Buchhandlung, Stuttgart, ohne Nummer), ISBN 3-921414-04-0.
- Carlo Schmid: Grundsatzrede über das Grundgesetz im Parlamentarischen Rat vom 8. September 1948.

## Kabinette
- Kabinett Schmid I
- Kabinett Schmid II
- Kabinett Bock
- Kabinett Müller (Württemberg-Hohenzollern)
- Kabinett Kiesinger